# Linfoma cutaneo a cellule T
Il linfoma cutaneo a cellule T (CTCL) è una tipologia di linfoma non-Hodgkin causato da una mutazione a carico di una linea T linfocitaria, a differenza della maggior parte degli altri linfomi non-Hodgkin, dovuti ad una mutazione a carico dei linfociti B. Le cellule T cancerose inizialmente migrano verso la cute, dove provocano vari tipi di lesioni che tendono a cambiare di forma a dimensione man mano che la malattia progredisce; inizialmente le anomalie cutanee appaiono come un rash, sovente accompagnato da prurito, trasformandosi poi di solito in placche più coriacee e vegetanti, prima di eventualmente metastatizzare. La causa di questo tipo di neoplasia è generalmente sconosciuta, ma alcune forme di parapsoriasi aumentano considerevolmente il rischio di sviluppare il linfoma cutaneo a cellule T.

## Epidemiologia
Di tutte le malattie tumorali che riguardano i linfociti, conosciute come malattie linfoproliferative, il linfoma cutaneo a cellule T rappresenta circa il 2% dei casi. Questo tipo di linfoma è più diffuso negli uomini (il rapporto maschi:femmine è stimato a 1,6:1) e nella popolazione afroamericana. Sembra esserci una relazione causale tra l'infezione da virus linfotropico delle cellule T umano e l'insorgenza dei linfomi cutanei a cellule T, mentre non sono state dimostrate correlazioni tra altri agenti patogeni e lo sviluppo di questo tipo di tumore.

## Clinica

### Segni e sintomi
A seconda che si tratti di micosi fungoide o di sindrome di Sézary, ossia le due forme più comuni - ma non le uniche esistenti - di linfoma cutaneo, la presentazione clinica risulterà differente. Altri possibili segni clinici sono linfoadenomegalia, epatosplenomegalia e dermatite.

## Diagnosi
L'International Society of Cutaneous Lymphomas propose, nel 2005, un algoritmo per la diagnosi dei linfomi cutanei negli stadi precoci della malattia.

## Classificazione
I linfomi cutanei a cellule T si dividono in numerosi sottotipi, tra i quali il più frequente è la micosi fungoide, che rappresenta circa la metà dei casi di questo genere di neoplasie. L'Organizzazione Mondiale della Sanità e l'organizzazione europea di riferimento oncologico EORTC hanno proposto la seguente classificazione dei linfomi cutanei:
- Reticulosi pagetoide
- Sindrome di Sézary
- Granulomatosi slack skin, una variante delle micosi fungoide che si presenta soprattutto in persone di mezza età[3]
- Papulosi linfomatoide, potenziale precursore del linfoma
- Pitiriasi lichenoide cronica, potenziale precursore del linfoma
- Pitiriasi lichenoide e varioliforme acuta, potenziale precursore del linfoma
- Linfoma cutaneo a cellule T CD30-positivo (si manifesta con lesioni cutanee che tendono a ulcerarsi)[3]
- Linfoma cutaneo secondario, a grandi cellule, CD30-positivo (simile istologicamente al linfoma a grandi cellule anaplastico)
- Linfoma cutaneo a grandi cellule T, tipo "non-micosi fungoide", CD30-negativo
- Linfoma a cellule T pleomorfico, che ha una prognosi relativamente buona (sopravvivenza a 5 anni stimata al 62%)[3]
- Linfoma di Lennert, detto anche linfoma linfoepitelioide: è un linfoma a cellule T sistemico che si manifesta con lesioni cutanee in circa il 10% dei casi[3]
- Linfoma a cellule T subcutaneo
- Linfoma angiocentrico, detto anche linfoma a cellule T/NK extranodale, tipo nasale
- Linfoma blastico delle cellule dendritiche plasmocitoidi
- Linfoma a grandi cellule anaplastico

## Trattamento

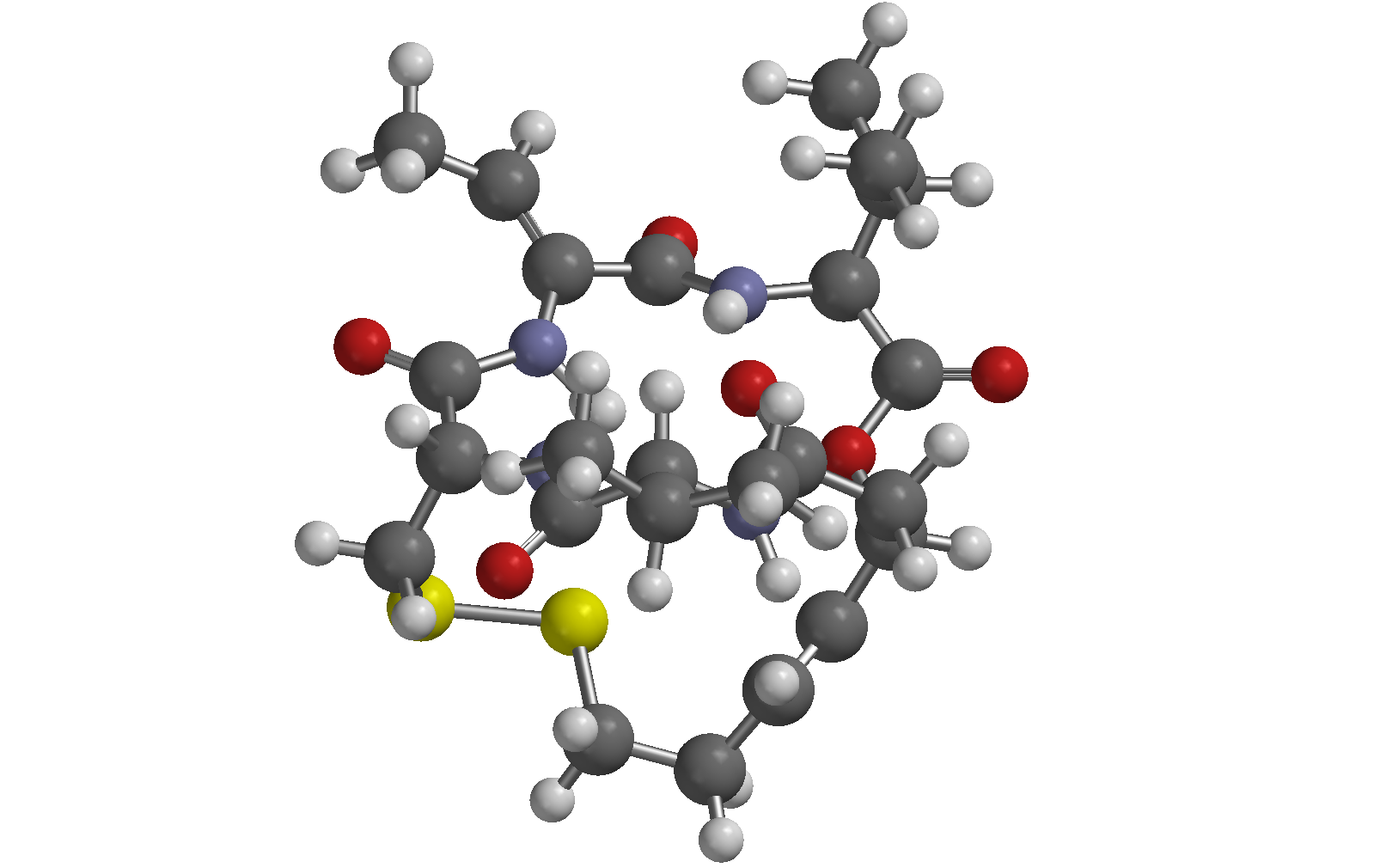
Romidepsina

Non esiste una terapia specifica per il linfoma cutaneo a cellule T, ma molti farmaci si sono rivelati utili a contrastare la progressione della malattia e a permettere ai pazienti affetti dal linfoma di vivere una vita relativamente normale, nonostante il dolore spesso molto forte e la debilitazione generale che talvolta si riscontrano fin dalle prime fasi della patologia tumorale. La Food and Drug Administration ha approvato nel corso degli anni alcuni farmaci per il trattamento di questo tipo di linfoma, tra cui i seguenti:
- 1999: Denileukin diftitox (nome commerciale: Ontak), farmaco basato sull'associazione tra interleuchina 2 e tossina difterica
- 2000: Bexarotene
- 2006: Vorinostat, un inibitore dell'enzima idrossimato istone deacetilasi
- 2009: Romidepsina, un inibitore dell'enzima peptide ciclico istone deacetilasi
- 2018: Mogamulizumab, un anticorpo monoclonale

In generale, gli inibitore dell'istone deacetilasi hanno dimostrato significativi effetti antiproliferativi e citotossici contro il linfoma cutaneo a cellule T. Altri trattamenti non ufficialmente approvati per questa neoplasia includono:
- Corticosteroidi a uso locale o per via orale
- Carmustina
- Mecloretamina
- Fototerapia, anche con la tecnica Puva
- Radioterapia con elettroni
- Radioterapia tradizionale
- Fotoferesi
- Interferoni
- Alemtuzumab
- Metotrexato
- Pentostatina o analoghi purinici (come la fludarabina)
- Doxorubicina
- Ciclofosfamide
- Gentamicina
- Terapia con cellule staminali o cellule del midollo osseo
- Trapianto allogenico
- Forodesina

Nel 2010 la FDA ha assegnato lo status di farmaco orfano a una lozione a base di naloxone prodotta dalla casa farmaceutica Elorac, potenzialmente approvabile per il trattamento del prurito nei pazienti con linfoma cutaneo a cellule T.